# 范式 (汉朝)
范式（？—？），字巨卿，山陽金鄉（今山東省濟寧市金鄉縣雞黍鎮）人。東漢名士，以其重友情，講信義著稱。曾任郡功曹、荆州刺史、廬江太守等職。

## 生平
范式是太學生，與汝南張莊人張劭（字元伯）交情甚篤。後二人各自歸鄉，分別之時，范式說：「兩年後，我將去府上拜望尊親。」張劭回答：「到時，我一定殺雞煮黍，等待兄長。」於是，兩人共同約定了日子。兩年後，范式果然依約來到。二人盡歡而別。幾年後，張劭患重病，臥床不起，臨終前以不能見到范式而憾。出殯時，棺重移不動。已做功曹的范式得夢：「巨卿，我在某天死了，將在某時安葬，永遠命歸地府。您如果還沒忘了我，能趕來嗎?」埋葬之時，范式未到，棺木居然變重，而無法抬動，直到范式到場，棺木才得以移動。范式痛哭流涕，在場的一千餘人皆非常感動。范式在墳上種樹以紀念之。范式與張劭的友情，被稱為「雞黍之交」。
當時有另外一位長沙人陳平子也是太學生，與范式不認識，沒有見過面，但陳平子知道，范式很講道義，生病臨終時，居然叫妻子把自己屍體埋在范式家門口，還說要把後事託付給范式，在絲帛上寫了一封信，要妻子拿給范式看。妻子照作了，後來范式看了書信跟墳墓，非常悲傷，把終身沒見過的陳平子看成死黨，還親自護送平子的棺木回老家安葬，到達臨湘附近時，范式將平子的信放在棺材上，哭著離去。陳平子的兄弟知道這事情以後，想要見范式，要感謝他。但范式避不見面。
長沙官員上計時，上書向朝廷推薦范式，三公幕府同時召范式當官，范式都不去。後來還是被州府舉薦為茂才，連續四次升官，任荊州刺史。此時，范式的太學同學，南陽孔嵩，因為家貧無法奉養年邁父母，改名換姓，去當新野縣的差役，負責打掃、捉拿犯人。范式到新野巡視，孔嵩正好是迎接范式的差役。范式一眼認出孔嵩，立刻說要提拔孔嵩。孔嵩自比為侯贏跟孔子，說可以安貧樂道。而且聘約日期還沒到，不願意被提拔。後來孔嵩也做到南海太守。
范式後來調為廬江太守，任官有威信。卒於其任。

## 後記
安徽廬江有《漢廬江太守范式碑》，宋朝時已見金石著錄，拓本現藏故宮博物院，現只存殘石兩塊，石今存山東省濟寧鐵塔寺。
另外范式與張劭交友的故事，元朝宮天挺作雜劇劇本《死生交范張雞黍》傳世。明代小說家馮夢龍《喻世明言》裡就有第十六卷《范巨卿雞黍死生交》的故事。

## 延伸阅读
[在维基数据编辑]
 《後漢書/卷81》，出自范晔《後漢書》